# Moti Gitik
Moti Gitik ist ein israelischer Mathematiker, der sich mit Axiomatischer Mengenlehre und mathematischer Logik befasst.
Gitik wurde 1980 an der Hebräischen Universität in Jerusalem bei Azriel Levy promoviert (All uncountable cardinals can be singular). Er ist Professor an der Universität Tel Aviv.
In seiner Dissertation bewies er die Konsistenz der Aussage Alle überabzählbaren Kardinalzahlen sind singuläre Kardinalzahlen mit den Zermelo-Fraenkel-Axiomen, indem er zeigte, dass der Satz aus diesen und der Postulation der Existenz bestimmter großer Kardinalzahlen (stark kompakte Kardinalzahlen) folgt.
Er bewies (aufbauend auf den Arbeiten von Jack Silver, W. Hugh Woodin und anderen) verschiedene Konsistenzresultate für Modelle der Mengenlehre, in denen die Singuläre-Kardinalzahlen-Hypothese (SCH) nicht gilt.
2002 war er Invited Speaker auf dem Internationalen Mathematikerkongress in Peking (The power set function). Er ist Fellow der American Mathematical Society. 2013 erhielt er den Karp-Preis insbesondere für die Anwendung von Forcing mit großen Kardinalzahlen auf die pcf-Theorie von Saharon Shelah.

## Schriften (Auswahl)
- All uncountable cardinals can be singular. In: Israel Journal of Mathematics. Band 35, Nr. 1/2, 1980, S. 61–88, doi:10.1007/BF02760939.
- Regular Cardinals in Models of ZF. In: Transactions of the American Mathematical Society. Band 290, Nr. 1, 1985, S. 41–68, JSTOR:1999783.
- The negation of the singular cardinal hypothesis from {\displaystyle o(\kappa )=\kappa ^{++}}. In: Annals of Pure and Applied Logic. Band 43, Nr. 3, 1989, S. 209–234, doi:10.1016/0168-0072(89)90069-9.